# 彼得·福特
彼得·福特（英語：Peter Ford，1947年6月27日—）是英國外交官，曾任英國駐巴林大使、英國駐敘利亞大使。

## 經歷
牛津大學皇后學院畢業。1999年至2003年，任英國駐巴林大使。2003年至2006年，任英國駐敘利亞大使。其後擔任聯合國近東巴勒斯坦難民救濟和工程處（UNRWA）主任专员的代表。
2017年2月，擔任英國敘利亞學會理事，該組織由敘利亞總統巴沙爾·阿塞德的岳父法拉茲·阿卡拉斯成立。
福特一直批評英國政府對敘利亞採取的政策。他認為，如果阿塞德政府倒台，在伊拉克和利比亞發生過的事將會發生在敘利亞身上，將導致敘利亞的基督徒、什葉派、阿拉維派和其他少數族群遭到屠殺。2015年，福特警告，若英國向敘利亞的伊斯蘭國恐怖份子展開空襲，將可能殃及到敘利亞平民，並可能招來伊斯蘭國對英國的報復性攻擊。